# (12776) Reynolds
Pour les articles homonymes, voir Reynolds.
(12776) Reynolds est un astéroïde de la ceinture principale.

## Description
(12776) Reynolds est un astéroïde de la ceinture principale. Il fut découvert le 12 août 1994 à La Silla par Eric Walter Elst. Il présente une orbite caractérisée par un demi-grand axe de 2,56 UA, une excentricité de 0,06 et une inclinaison de 3,6° par rapport à l'écliptique.

## Compléments